# Callochiton klemioides
Callochiton klemioides är en blötdjursart som beskrevs av Eugène Leloup 1937. Callochiton klemioides ingår i släktet Callochiton och familjen Ischnochitonidae. Inga underarter finns listade i Catalogue of Life.